# Strudelbach
Der Strudelbach ist ein etwa 15 km langer rechter Nebenfluss der unteren Enz in Baden-Württemberg.

## Geographie

### Verlauf
Der Strudelbach entspringt am Sportplatz im Dorf Flacht der Gemeinde Weissach im Landkreis Böblingen und durchfließt in nordöstlicher Richtung das teils enge und bis zu ca. 100 m tief in die Landschaft eingegrabene Strudelbachtal. Nach Weissach selbst und vor Eberdingen kreuzt er die Grenze zum Landkreis Ludwigsburg. Der nächste Ort am Ufer ist das Dorf Riet, das ebenso wie der folgende Mündungsort Enzweihingen zur Stadt Vaihingen an der Enz gehört. Nachdem er noch in Enzweihingen seinen bei weitem bedeutendsten Zufluss Kreuzbach von links aufgenommen hat, mündet der Strudelbach nach etwas über 15 km von rechts in die Enz.
Der Strudelbach ist eine natürliche Grenze zwischen dem Strohgäu und dem Heckengäu.

### Einzugsgebiet
Der Strudelbach hat ein etwa 127 km² großes Einzugsgebiet, zu dem sein großer Unterlaufzufluss Kreuzbach mehr als die Hälfte beiträgt. Naturräumlich gesehen ist es ein Teil des Südwestlichen Neckarbeckens mit Anteilen an dessen Unterräumen Enz-Grenzbach-Heckengäu, dann Glems-Strudelbach-Platte, zuletzt einem Zwickel des Unteren Enztals. Seine größte Höhe auf einer flachen Waldkuppe im Stockhau zwischen dem Dorf Perouse der Stadt Rutesheim und Rutesheim selbst liegt an der Südostgrenze und erreicht 487,6 m ü. NHN.
Die östliche Wasserscheide grenzt an das Einzugsgebiet der Glems, einen noch tieferen Zufluss der Enz, jenseits der nördlichen fließt die Enz selbst so nahe, dass sie keine wesentlichen Zuflüsse von der Scheide her aufnimmt. Im Westen fließt der Kirnbach vor dem Strudelbach zur Enz, im Südwesten konkurriert die Würm, deren Abfluss diese indirekt über die untere Nagold erreicht.

### Zuflüsse
Dem Strudelbach laufen einige nicht sehr lange Trockentäler und nur wenige Nebengewässer zu.
- Bonlandenbach, von rechts gegenüber Weissach-Ölmühle, 2,0 km und ca. 8,6 km²
- (Auengraben), von links gleich nach Eberdingen, unter 0,4 km
- → (Abgang des Mühlkanals der Papiermühle), nach rechts am südlichen Ortsrand von Vaihingen an der Enz-Enzweihingen
- Kreuzbach, von links im südlichen Enzweihingen, 21,3 km und 71,7 km²
- ← (Rücklauf des Mühlkanals der Papiermühle), von rechts in Enzweihingen hundert Meter nach dem vorigen, 0,6 km

## Geschichte
Die Besiedelungsgeschichte des Strudelbachs reicht nachweislich bis weit ins 4. Jahrtausend v. Chr. zurück. Wegen seiner zu geringen Größe war er nie ein Verkehrsweg. Sein Wasser trieb jedoch viele Mühlen an; mindestens zehn gab es am Strudelbach und in mindestens zwei Betrieben wird seine Wasserkraft heute noch genutzt.
Der Name ist jüngeren Ursprungs und erscheint erst Ende des 18. Jahrhunderts. Die ursprüngliche Bezeichnung war wohl Weissach.
Der Bach hat bis zum Zufluss des einzigen dauerhaften Nebenflusses Kreuzbachs von links schon im Mündungsort Enzweihingen ein Einzugsgebiet von 54,4 km², das der auch längere Kreuzbach dann mit seinem Teileinzugsgebiet von 71,7 km² mehr als verdoppelt. An seiner eigenen Mündung weniger als 1,5 km abwärts von hier und 15,3 km unterhalb seiner Quelle sind es 127,3 km² geworden. Trotz dieser großen Entwässerungsfläche und obwohl besonders in den Ortslagen das Bachprofil recht eng ist, sind vom Strudelbach keine gravierenden Überschwemmungen bekannt so wie von anderen Flüssen der Umgebung. Zwischen den Ortschaften kann der Strudelbach noch heute großflächig ausufern.
Beim letzten Hochwasser am 6. Juli 2006 wurde in Enzweihingen unterhalb des Kreuzbach-Zulaufs ein Abfluss von 13 m³/s gemessen, der durchschnittliche liegt bei ca. 2 m³/s. Schäden in den Ortschaften durch dieses Ereignis sind, abgesehen von Reinigungsarbeiten, nicht bekannt.
Das nach Zeitzeugen bisher größte Hochwasser des Strudelbachs war im Februar 1940, als zu einem starken Wärmeeinbruch mit rascher Schneeschmelze noch heftiger Regen hinzukam. Dabei wurden nur die Straßen und Gärten direkt am Strudelbach überschwemmt.

## Umwelt
Der Strudelbach fließt in einem landwirtschaftlich und industriell wenig genutzten Tal.
Die steilen Seitenhänge des Strudelbachtals, besonders an den Einmündungen kleiner Seitentäler, wurden lange Zeit von Winzern genutzt. Heute wird hier Wein nur noch vereinzelt aus Liebhaberei angebaut. Manche ehemalige Weinberge werden als Freizeitgelände genutzt; viele sind inzwischen jedoch vollständig verwildert und bieten einen wertvollen Lebensraum für Pflanzen und Tiere.

## Sehenswürdigkeiten und Bauwerke
- Bahnlinie der Strohgäubahn Weissach–Korntal, mit Museumszug Feuriger Elias.
- Dorfkern Eberdingen mit Martinskirche
- Dorfkern Riet mit Schloss, Pumpenhaus und Kirche St. Stephan